# Sainte-Marie, Ardennes

Sainte-Marie este o comună în departamentul Ardennes din nordul Franței. În 1 ianuarie 2022 avea o populație de 78 de locuitori.